# Ivan Sapun
Ivan Sapun –en ucraniano, Іван Сапун– es un deportista ucraniano que compite en boxeo. Ganó una medalla de bronce en el Campeonato Europeo de Boxeo Aficionado de 2022, en el peso semipesado.

## Palmarés internacional
| Campeonato Europeo | Campeonato Europeo | Campeonato Europeo | Campeonato Europeo |
| Año                | Lugar              | Medalla            | Categoría          |
| ------------------ | ------------------ | ------------------ | ------------------ |
| 2022               | Ereván (Armenia)   | Medalla de bronce  | 80 kg              |